# باولو بينا
باولو بينا (بالبرتغالية: Paulo de Pina‏) (4 يناير 1983 بسيتوبال في البرتغال - ) هو لاعب كرة قدم برتغالي في مركز الدفاع. شارك مع منتخب الرأس الأخضر لكرة القدم. أما مع النوادي، فقد لعب مع أولمبياكوس نيقوسيا والنادي العربي وإشتوريل برايا ونادي إيرميس أراديبو ونادي فاتيما ونادي فيتوريا سيتوبال وS.C.U. Torreense ‏ وA.D. Carregado ‏ وA.D. Portomosense ‏ وديبورتيفا دي لوسادا ‏ وC.D. Portosantense ‏.

## وصلات خارجية
- باولو بينا على موقع قاعدة بيانات كرة القدم.إي يو (الإنجليزية)
- باولو بينا على موقع قاعدة بيانات كرة القدم.إي يو (الإنجليزية)
- باولو بينا على موقع ناشيونال فوتبول تيمز (الإنجليزية)
- باولو بينا على موقع Soccerway.com (الإنجليزية)